# ハンス・ヴィンヤレンゲン
ハンス・ヴィンヤレンゲン（Hans Vinjarengen、1905年8月20日 - 1984年2月1日）はノルウェー、オップラン県Nordre Land出身の元ノルディック複合、クロスカントリースキー、スキージャンプ選手。1920年代後半から1930年代に活躍した。

## プロフィール
冬季オリンピックに複合の選手として2度出場、1928年サンモリッツオリンピックでは銀メダル、1932年レークプラシッドオリンピックでは銅メダルを獲得した。
ノルディックスキー世界選手権では1929年と1930年に2連覇を達成、1934年と1938年に銅メダルを獲得した。
1929年ノルディックスキー世界選手権ではスキージャンプで4位、1934年ノルディックスキー世界選手権では4x10kmリレーで4位となった。
また、ホルメンコーレン大会では1930年と1932年にノルディック複合で優勝、1931年にはホルメンコーレン・メダルを受章した（同時受章はオーレ・ステネン）。
1984年にオスロで死去。